# Pediasia aridella
Pediasia aridella là một loài bướm đêm thuộc họ Crambidae. Nó được tìm thấy ở châu Âu. There are three recognised subspecies P. aridella aridella, P. aridella caradjella và P. aridella edmontella.
Sải cánh dài 20–26 mm. Con trưởng thành bay từ tháng 6 đến tháng 9 tùy theo địa điểm.
Ấu trùng ăn nhiều loại cỏ.

## Hình ảnh

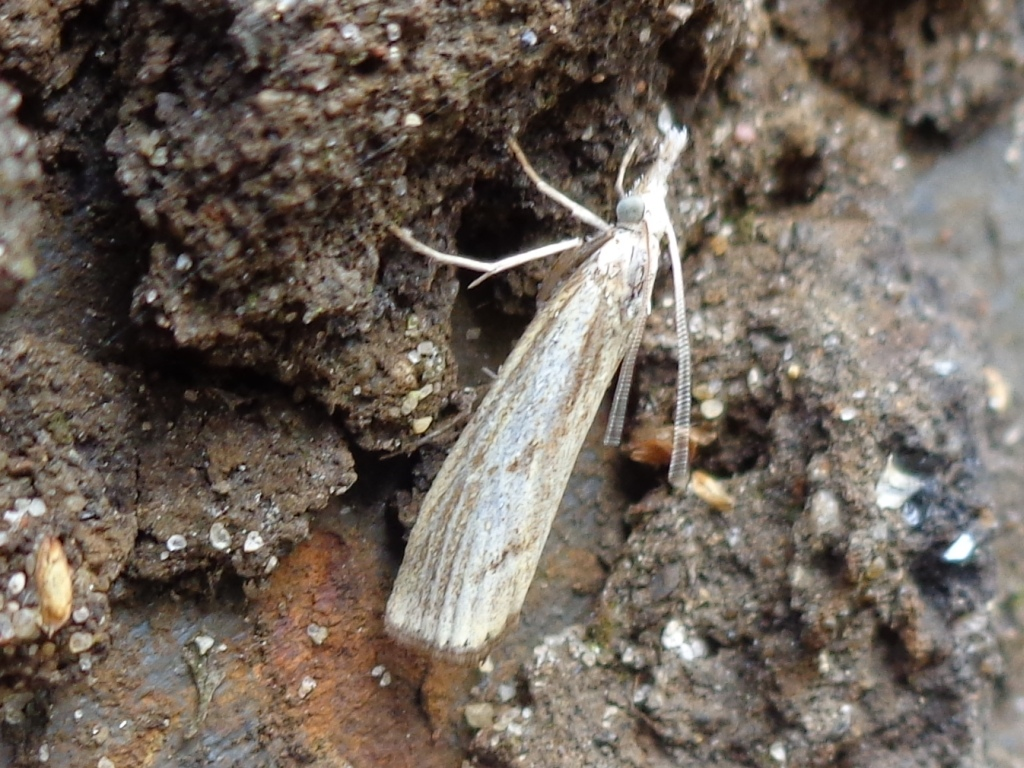